# زونکه زونکسن
زونکه زونکسن (آلمانی: Sönke Sönksen؛ زادهٔ ۲ مارس ۱۹۳۸ – درگذشتهٔ ۱۵ نوامبر ۲۰۲۴) سوارکار اهل آلمان بود.
زونکه زونکسن در ۱۵ نوامبر ۲۰۲۴، در سن ۸۶ سالگی درگذشت. 